# John Sinclair Morrison
Pour les articles homonymes, voir John Morrison et Morrison.
John Sinclair Morrison (1913–2000) est un universitaire anglais dont les travaux ont permis la reconstruction d’une trière athénienne.

## Biographie
Né le 15 juin 1913, Morrison enseigne le grec ancien et dirige le département des études classiques de l’université de Durham de 1945 à 1950. Il est tuteur au Trinity College de Cambridge de 1950 à 1960, puis vice-master au Churchill College de 1960à 1965, quand il devient le premier président du Wolfson College de Cambridge.
Il est reconnu comme un expert de la trière athénienne, galère de guerre maitresse en Méditerranée au Ve siècle av. J.-C.. À ce titre, il s’associe en 1982 à l’universitaire Charles Willink, à l’architecte naval John Coates et au banquier Frank Welsh pour fonder le Trireme Trust, pour tester ses théories sur la trière athénienne en construisant une reconstitution grandeur nature. En 1984, le gouvernement grec leur promet un financement et l'Olympias est commandée en 1987. 
Il décède le 25 octobre 2000 à 87 ans.

## Œuvres
- (en) John Sinclair Morrison et R. T. Williams, Greek Oared Ships : 900-322 BC, Cambridge University Press, 1968 (ISBN 0-521-05770-1)
- (en) John Sinclair Morrison, John F. Coates et Boris Rankov, The Athenian trireme : the history and reconstruction of an ancient Greek warship, Cambridge, Cambridge University Press, 2000, 2e éd. (1re éd. 1986), 348 p. (ISBN 0-521-31100-4)